# Cuca (Galați)
Cuca es una comuna ubicada en el distrito de Galați, Rumania.

## Superficie
Posee una superficie de 44,64 kilómetros cuadrados.

## Demografía
Hasta 2021 la población era de 1848 habitantes, con una densidad de población de 41,40 habitantes por kilómetro cuadrado.